# George Emil Palade
George Emil Palade (Jászvásár, 1912. november 19. – Del Mar, Kalifornia, 2008. október 8.) román-amerikai sejtbiológus. 1974-ben Albert Claude-dal és Christian de Duve-val közösen elnyerte az orvostudományi Nobel-díjat „a sejt strukturális és funkcionális szerveződését illető felfedezéseikért”.

## Tanulmányai
George Palade 1912. november 19-én született a Román Királysághoz tartozó Jászvásáron. Apja Emil Palade filozófiaprofesszor, anyja Constanta Cantemir-Palade tanárnő volt. Rajta kívül két lány volt a családban, Adriana történész, Constanta pedig orvos lett. Az általános és középiskolát szülővárosában végezte, 1930-ban pedig – apja tanácsa ellenére, aki azt szerette volna, ha filozófiát tanul – beiratkozott a bukaresti Carol Davila Orvostudományi Egyetemre. Már diákkorában becsatlakozott az anatómiai laboratórium munkájába és szakdolgozata témájául is az orvosok között szokatlan témát, a közönséges delfin nefronjának anatómiáját választotta. Hatéves klinikai gyakorlat után, 1940-ben kapta meg az orvosdoktori címet.
Rövid belgyógyászi tevékenység után visszatért az anatómiához. A második világháborúban a román hadsereg katonaorvosaként szolgált. A háború után 1946-ban az egyetem anatómiaprofesszora tanácsára az Egyesült Államokba utazott tudását továbbfejleszteni. New Yorkban találkozott Albert Claude-dal, aki meghívta a Rockefeller Orvosi Kutatóintézetbe. 1952-ben megkapta az amerikai állampolgárságot.

## Tudományos munkássága

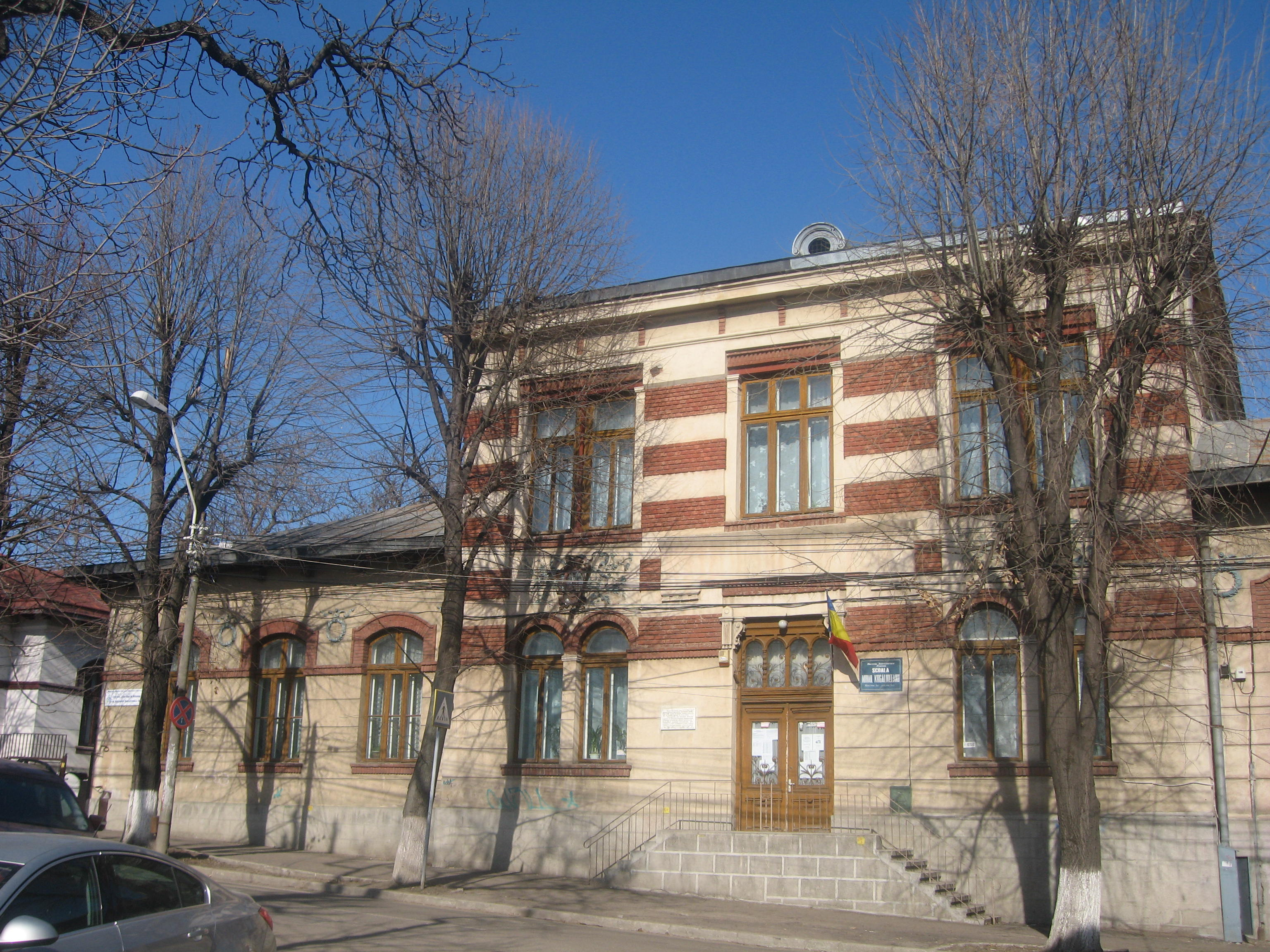
George Palade iskolája Jászvásáron

Palade és Claude elsősorban a szövetek és sejtek elektronmikroszkópos vizsgálatával foglalkoztak. Mivel az első használható elektronmikroszkópokat csak közvetlenül a világháború előtt készítették, biológiai felhasználásuk újdonságnak számított és a kutatócsoport részletesen feltérképezte az eukarióta sejt belső szerkezetét. Palade feltárta a mitokondrium felépítését, kimutatta, hogy az addig mitokondrium-fragmentumoknak tartott mikroszómák a sejt belső transzportrendszeréhez tartoznak. Ő fedezte fel a riboszómákat. Tanulmányozta az idegsejtek közötti szinapszisok szerkezetét és új laboratóriumi technikákat dolgozott ki a szövetek mintaelőkészítésében és a sejtek frakcionáló centrifugálásában.
A 60-as években tovább dolgozott a sejtfrakcionáláson, munkacsoportja elkülönítette az endoplazmatikus retikulumban termelt anyagokat és aktiválásra váró enzimeket. Ezenfelül autoradiográfiás technikával követte a termelődő fehérjék szöveteken belüli útját és foglalkozott a hajszálerek falának áteresztőképességével. 1964-ben a svájci Ewald Weibellel közösen leírta a vérerek belső falának sejtjeiben a raktározó funkciókat ellátó Weibel-Palade testeket.

## Későbbi pályafutása
1973-ban otthagyta a Rockefeller Egyetemet és a Yale Egyetemen kezdett dolgozni.
1974-ben addigi munkája elismeréseképpen Albert Claude-dal és Christian de Duve-val megosztva elnyerte az az évi orvostudományi Nobel-díjat. 1966-ban kitüntették az orvostudományi alapkutatásért járó Albert Lasker-díjjal, 1986-ban pedig a Nemzeti Tudományos Éremmel.
1990-ben a Kaliforniai Egyetem (San Diego) professzora lett. Több mint egy évtizedig szerkesztette a Journal of Biophysical and Biochemical Cytology tudományos folyóiratot.

## Családja
George Palade 1941-ben vette feleségül Irina Malaxát. Egy fiuk (Philip) és egy lányuk (Georgia) született. Felesége 1969-ben elhunyt, Palade pedig a következő évben újra megházasodott, a szintén sejtbiológus Marilyn Gist Farquhart vette el.
George Emil Palade 2008. október 8-án hunyt el a kaliforniai Del Mar-ban, 95 éves korában.  